# Technische Universität Wien
Technische Universität Wien, TU Wien, (Wiens Tekniska Universitet) är ett av Österrikes två tekniska universitet. Det grundades år 1815 som polytekniskt institut av kejsaren Frans II. År 1872 omvandlades institutet till teknisk högskola och bytte 1975 namn till tekniskt universitet.

## Organisation
TU Wien är indelat i åtta fakulteter:
- Matematik och Geovetenskap
- Fysik
- Teknisk Kemi
- Informatik
- Byggingenjörsvetenskap
- Arkitektur och Rumsplanering
- Maskinteknik och Operationsanalys
- Elektroteknik och Informationsteknik

## Personer med anknytning till TU Wien
- Herbert Boeckl
- Adam Burg
- Peter Cerwenka
- Emanuel Czuber
- Herbert Demel
- Helmut Draxler
- Ferdinand Fellner d. J.
- Ernst Fiala
- Roland Gareis
- Adolph Giesl-Gieslingen
- Karl Gölsdorf
- Hans Haider
- Edmund Hlawka
- Viktor Kaplan
- Hermann Knoflacher
- Wolfgang Kummer
- Ludwig Mestler
- Milutin Milanković
- Richard von Mises
- Boris Nemšić
- Josef Neuwirth
- Johann Joseph von Prechtl
- Roland Rainer
- Johann Rihosek
- Walter Schachermayer
- Hans Sedlmayr
- Josef Strauss
- Hannspeter Winter
- Heinz Zemanek
- Friedrich Mitschke
- Wikimedia Commons har media som rör Technische Universität Wien.